# Regla Torres Herrera
Regla Torres Herrera (ur. 12 lutego 1975 w Hawanie) – kubańska siatkarka, była reprezentantka kraju. Grała na pozycji środkowej bloku bądź przyjmującej. W 2006 roku zakończyła karierę siatkarską.

## Kariera
Regla Torres zaczęła grać w siatkówkę w wieku 8 lat w sportowej szkole w Hawanie. W wieku 14 lat otrzymała powołanie do juniorskiej reprezentacji Kuby. W 1991 roku, mając zaledwie 16 lat, stała się reprezentantką seniorskiej kadry narodowej Kuby. Trzykrotnie zdobywała złote medale olimpijskie w 1992 roku w Barcelonie, stając się tym samym najmłodszą historii siatkówki zdobywczynią złotego medalu olimpijskiego, a także w 1996 roku w Atlancie oraz w 2000 roku w Sydney. FIVB uznała Torres, która miała zaledwie 25 lat, najlepszą siatkarką XX wieku.

## Kluby
- 1997–1998 Volley Modena
- 1998–2000 Pallavolo Sirio Perugia
- 2005–2006 Volley Padwa

## Sukcesy
- 1992:  Mistrzostwo Olimpijskie z Barcelony
- 1993:  Zwycięstwo w World Grand Prix
- 1994:  Mistrzostw Świata z Brazylii
- 1996:  Zwycięstwo w World Grand Prix
- 1996:  Mistrzostwo Olimpijskie z Atlanty
- 1998:  Mistrzostw Świata z Japonii
- 1999:  puchar Włoch
- 2000:  Mistrzostwo Olimpijskie z Sydney

## Nagrody indywidualne, Wyróżnienia
- 1993: MVP i najlepiej przyjmująca zawodniczka World Grand Prix
- 1994: MVP i najlepiej blokująca zawodniczka Mistrzostw Świata z Brazylii
- 1998: MVP i najlepiej blokująca zawodniczka Mistrzostw Świata z Japonii
- 2000: najlepiej atakująca zawodniczka Igrzysk Olimpijskich z Sydney